# Сокольники-Сухе
Сокольники-Сухе (пол. Sokolniki Suche) — село в Польщі, у гміні Венява Пшисуського повіту Мазовецького воєводства.
Населення — 348 осіб (2011).
У 1975-1998 роках село належало до Радомського воєводства.

## Демографія
Демографічна структура станом на 31 березня 2011 року:
|          | Загалом | Допрацездатний вік | Працездатний вік | Постпрацездатний вік |
| -------- | ------- | ------------------ | ---------------- | -------------------- |
| Чоловіки | 173     | 49                 | 108              | 16                   |
| Жінки    | 175     | 40                 | 93               | 42                   |
| Разом    | 348     | 89                 | 201              | 58                   |